# Orenhofen

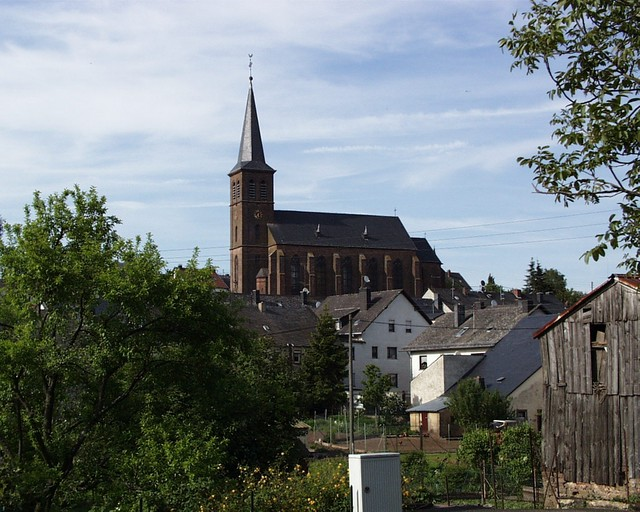
Orenhofen mit St. Rochus

Orenhofen in der Nähe des Kylltals in der Eifel ist eine Ortsgemeinde im Eifelkreis Bitburg-Prüm in Rheinland-Pfalz. Sie gehört der Verbandsgemeinde Speicher an und zählt zu den Orten der Fidei.

## Geographie
Die Ortsgemeinde liegt in der Natur- und Kulturlandschaft der Südeifel, nahe der Kreisstadt Bitburg.
Die Nachbargemeinden sind Speicher, Herforst, Niersbach, Heidweiler, Zemmer, Hosten, Auw an der Kyll und Preist.

## Geschichte
Das Gebiet um Orenhofen war schon früh besiedelt, was durch den Fund von Gräbern aus fränkischer und römischer Zeit nachgewiesen werden konnte. Der Friedhof der Franken befindet sich innerhalb des Ortes unter der heutigen Bebauung. Die Bestattungen erfolgten als Körperbestattungen in monolithen Steinsärgen. Bei den Grabfunden aus römischer Zeit handelt es sich um vier stark verschliffene Tumuli nordöstlich des Ortes sowie um ein Gräberfeld im sogenannten „Kesselstätter Wald“ ebenfalls nordöstlich von Orenhofen.
Bereits im Jahre 953 wird Orenhofen als Besitz der Abtei Oeren (St. Irminen genannt) urkundlich erwähnt. Die Grundherrschaft und Vogtei wurde von der Abtei St. Irminen ausgeübt. Bis Ende des 18. Jahrhunderts gehörte Orenhofen zu der luxemburgischen Herrschaft Scharfbillig und gehörte von 1798 an zum Kanton Dudeldorf im Wälderdepartement. Danach kam Orenhofen zu Preußen und 1946 nach der Konstitution des Landes zu Rheinland-Pfalz. Seit dem 7. November 1970 gehört Orenhofen aufgrund einer gemeindlichen Umorganisation zur Verbandsgemeinde Speicher; davor bestand eine verwaltungstechnische Zugehörigkeit zum Amt Schleidweiler-Rodt in Zemmer, sowie dessen Nachfolger, dem Amt Ehrang.
Scherbenfunde beweisen, dass in römischer Zeit in Orenhofen Töpfereien bestanden. Die Töpferei ist eine alte Erinnerung an einen Gewerbezweig, der heute nicht mehr besteht. Um 1850/1860 wurden Eisenerzlager ausgebeutet. Aufgrund des geringen Eisengehalts der Steine lohnte sich der Abbau jedoch kaum. Bis weit in die erste Hälfte des 20. Jahrhunderts stand in Orenhofen ein sogenannter „Pfeifenofen“. In ihm wurden besonders Tonpfeifen hergestellt.
Bis zum 7. November 1970 gehörte Orenhofen zum Landkreis Trier-Saarburg und wurde in den mit gleichem Datum neu gebildeten Landkreises Bitburg-Prüm eingegliedert.
Bevölkerungsentwicklung
Die Entwicklung der Einwohnerzahl von Orenhofen, die Werte von 1871 bis 1987 beruhen auf Volkszählungen:
| Jahr | Einwohner |
| ---- | --------- |
| 1815 | 590       |
| 1835 | 795       |
| 1871 | 857       |
| 1905 | 952       |
| 1939 | 1.144     |
| 1950 | 1.205     |
| 1961 | 1.237     |

| Jahr | Einwohner |
| ---- | --------- |
| 1970 | 1.373     |
| 1987 | 1.266     |
| 1997 | 1.384     |
| 2005 | 1.337     |
| 2011 | 1.264     |
| 2017 | 1.253     |
| 2023 | 1.437     |

## Politik

### Gemeinderat
Der Gemeinderat in Orenhofen besteht aus 16 Ratsmitgliedern, die bei den Kommunalwahlen am  9. Juni 2024 in einer personalisierten Verhältniswahl gewählt wurden, und dem ehrenamtlichen Ortsbürgermeister als Vorsitzendem.
Die Sitzverteilung im Gemeinderat:
| Wahl | SPD | CDU | FWG | Gesamt   |
| ---- | --- | --- | --- | -------- |
| 2024 | 6   | 5   | 5   | 16 Sitze |
| 2019 | 8   | 4   | 4   | 16 Sitze |
| 2014 | 5   | 5   | 6   | 16 Sitze |
| 2009 | 5   | 6   | 5   | 16 Sitze |
| 2004 | 5   | 5   | 6   | 16 Sitze |

### Bürgermeister
Leon Schmitz wurde am 27. August 2024 im Rahmen der ersten Gemeinderatssitzung des neu gewählten Gemeinderats als Ortsbürgermeister gewählt.
Zuvor war Wolfgang Horn seit dem 22. August 2019 Ortsbürgermeister. Bei der Direktwahl am 26. Mai 2019 war er für fünf Jahre gewählt worden.
Die Vorgänger waren von 2014 bis 2019 Rainer Schönhofen, und zuvor seit 1999 Walter Schönhofen.

### Wappen
| Wappen von Orenhofen | Blasonierung: „Von Silber über Blau schräglinks geteilt, vorn eine blaue schrägrechts gewendete Pfeilspitze, hinten eine goldene Rose.“ |
| Wappen von Orenhofen | Wappenbegründung: Die Abtei Oeren hatte als Patronin die heilige Maria, die auch ein altes Abteisiegel führt. Ihr Symbol, die goldene Rose, steht im unteren Schildteil. Bereits 1570 verzeichnet der Visitationsbericht in Orenhofen eine Sebastianuskapelle. Sie muss bereits früher vorhanden gewesen sein, da eine 1522 gegossene Glocke angegeben ist, die später eingeschmolzen wurde. Der Pfeil im oberen Feld ist das Symbol des hl. Sebastianus. Der heutige Patron, St. Rochus, wurde erst 1873 beim Kirchenneubau angenommen. |

## Kultur und Sehenswürdigkeiten

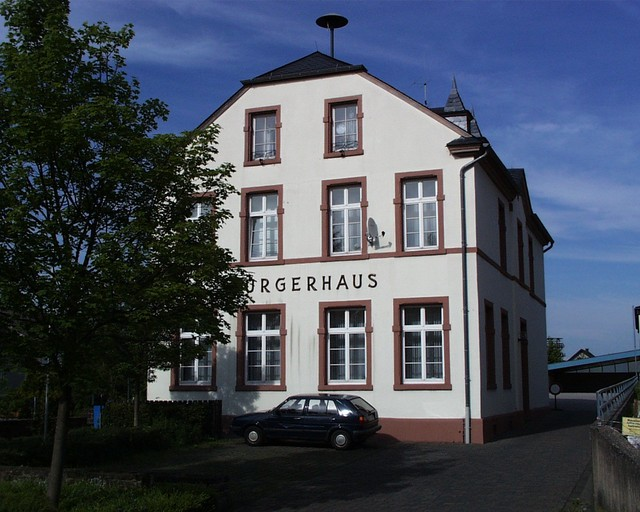
Bürgerhaus von Orenhofen

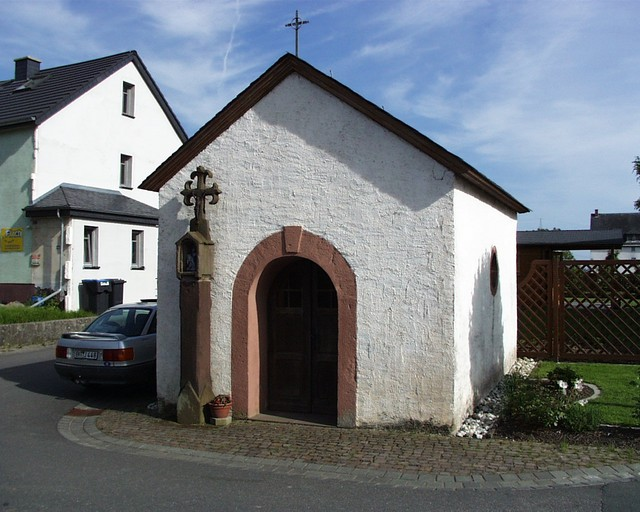
Kapelle von Orenhofen

### Bauwerke
- Katholische Pfarrkirche St. Rochus von 1877
- Wegekapelle  aus dem 18. oder 19. Jahrhundert mit einem Nischenkreuz aus dem 16. Jahrhundert
- Bürgerhaus – eine ehemalige Knabenschule mit Lehrerwohnung von 1893
- Ehemalige Mädchenschule von 1877
- Der Ortskern ist Standort einiger historischer Wohnhäuser und alter Bauernhöfe.

Siehe auch: Liste der Kulturdenkmäler in Orenhofen

### Grünflächen und Naherholung
- Motte – eine frühmittelalterliche Turmhügelburg
- Über das Gemeindegebiet sind einige – teils sehr alte – Wegekreuze verteilt.
- Der Schönfelder Hof und das Gasthaus Rothaus (Gemeinde Zemmer) sind über den Rad- und Wanderweg entlang der Landesstraße 2 zu erreichen.
- Wald-Wichtel-Weg für die ganze Familie und Fitness-Parcours im nahen Wald

### Regelmäßige Veranstaltungen
- Jährliches Kirmes- bzw. Kirchweihfest
- Traditionelles Ratschen oder Klappern am Karfreitag und Karsamstag
- Hüttenbrennen am ersten Wochenende nach Aschermittwoch (sogenannter Scheef-Sonntag)[11][12]

## Bilder

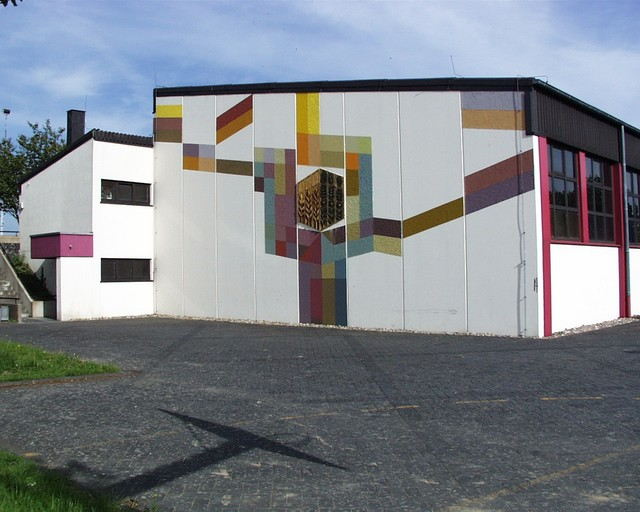
Eifellandhalle
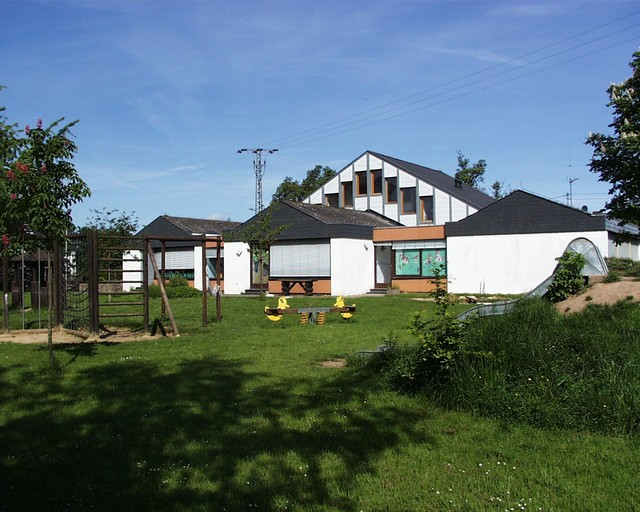
Kindergarten
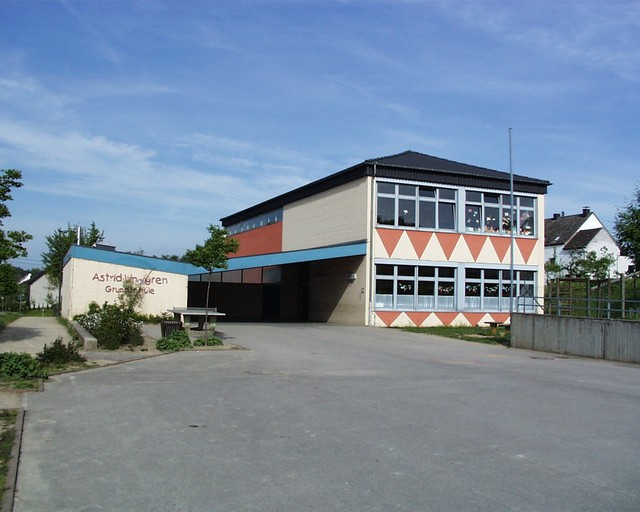
Grundschule
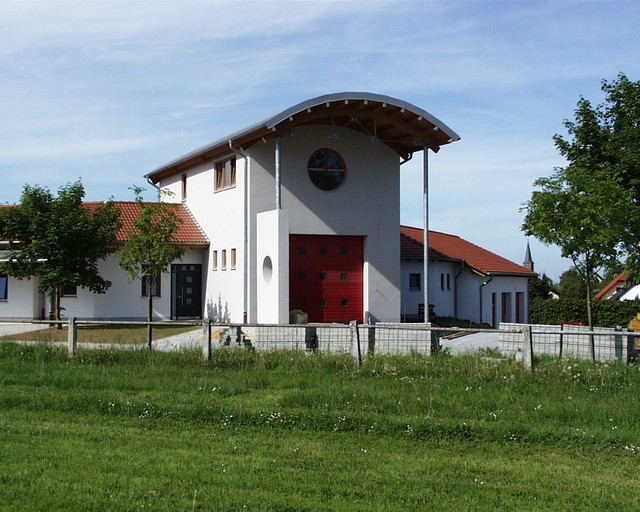
Multifunktionales Gebäude